# Donna Blackmond
Donna Gail Blackmond (* 19. April 1958 in Pittsburgh) ist eine US-amerikanische Chemikerin und Chemieingenieurin (Katalyse, Physikalische Chemie, Organische Chemie).
Donna Blackmond studierte Chemieingenieurwesen an der University of Pittsburgh mit dem Bachelor-Abschluss 1980 und dem Master-Abschluss 1981. Sie wurde 1984 an der Carnegie Mellon University in Chemieingenieurwesen promoviert. Danach war sie ab 1984 Assistant Professor für Chemieingenieurwesen an der University of Pittsburgh und 1989 Associate Professor (mit tenure). Sie verließ 1992 die Universität, um bis 1995 bei Merck & Co. ein Labor für Kinetik und Katalyse organischer Reaktionen aufzubauen und zu leiten (als Associate Director Technical Operations in Rahway, New Jersey). Daneben war sie von 1992 bis 1999 Adjunct Professor an der University of Pittsburgh. Sie war von 1996 bis 1999 Gruppenleiterin am Max-Planck-Institut für Kohlenforschung in Mülheim an der Ruhr (und 1995/96 C3-Professorin für Technische Chemie an der Universität Essen), von 1999 bis 2003 Professorin für physikalische Chemie an der University of Hull und seit 2004 Professorin für Katalyse am Imperial College London. Sie ist John C. Martin Professorin für Chemie am Scripps Research Institute in La Jolla, an der sie seit 2010 Professorin ist und ab 2018 Abteilungsvorstand.
Sie befasst sich mit Kinetik chemischer Reaktionen und (asymmetrische) Katalyse organischer Moleküle, mit Anwendungen in der Pharmaindustrie. Ende der 1990er Jahre entwickelte sie Reaction Progress Kinetic Analysis (RPKA) zur Analyse der Reaktionsraten in komplexen Reaktionsnetzwerken aus in situ Messungen verbunden mit mathematischen und graphischen Modellen. Außerdem forschte sie über nichtlineare Effekte bei der Entstehung chiraler Überschüsse in asymmetrischer Katalyse (z. B. bei der autokatalytischen Soai-Reaktion), zuerst beobachtet von Henri Kagan. Dafür entwickelte und testete sie mathematische Modelle. Sie wandte das auch auf die Erforschung der Entstehung von biologischer Homochiralität an. Dabei wies sie die Entstehung von Homochiralität im Wechsel von flüssigen und festen (kristallinen) Phasen nach.
1985 erhielt sie einen Presidential Young Investigator Award der National Science Foundation. 2002/03 war sie Woodward Visiting Scholar in Harvard und 2003 Miller Fellow an der Universität Berkeley. 2003 erhielt sie den Paul N. Rylander Award, 2007 den Wolfson Merit Research Award der Royal Society und 2016 den Chemical Pioneer Award und den Gabor Somorjal Award der ACS für kreative Forschung in Katalyse. 2022 erhielt sie als Teil eines dreißigköpfigen Teams zur Oligonukleotid-Synthese den Robert Robinson Award. Für 2023 wurde Blackmond der James Flack Norris Award der ACS zugesprochen.
Sie ist Mitglied der National Academy of Sciences (2021), der American Academy of Arts and Sciences (2016), der National Academy of Engineering (2013) und der Leopoldina (2020). 2021 wurde sie Fellow der Royal Society of Chemistry, deren Award in Process Technology sie 2003 erhielt und deren Physical Organic Chemistry Award 2009.

## Schriften (Auswahl)
- Kinetic aspects of nonlinear effects in asymmetric catalysis, Accounts of Chemical Research, Band 33, 2000, S. 402–411
- Asymmetric autocatalysis and its implications for the origin of homochirality, Proc. Nat. Acad. Sci. USA, Band 101, 2004, S. 5732–5736
- mit L. P. C. Nielsen u. a.: Mechanistic investigation leads to a synthetic improvement in the hydrolytic kinetic resolution of terminal epoxides, Journal of the American Chemical Society, Band 126, 2004, S. 1360–1362
- Reaction Progress Kinetic Analysis : A Powerful Methodology for Mechanistic Studies of Complex Catalytic Reactions, Angewandte Chemie Int. Ed., Band 44, 2005, S. 4302–4320
- mit Martin Klussmann u. a.: Kinetic Rationalization of Nonlinear Effects in Asymmetric Catalysis Based on Phase Behavior, Angewandte Chemie International Edition, Band 45, 2006, S. 7989–7992
- mit M. Klussmann u. a.: Thermodynamic control of asymmetric amplification in amino acid catalysis, Nature, Band 441, 2006, S. 621–623
- mit Martin Klussmann: Spoilt for choice: assessing phase behaviour models for the evolution of homochirality, Chem. Commun., 2007, S. 3990–3996
- mit A. Armstrong, V. Coombe, A. Wells: Water in organocatalytic processes: Debunking the myths, Angewandte Chemie International Edition, Band 46, 2007, S. 3798–3800
- mit W. L. Noorduin u. a.: Emergence of a single solid chiral state from a nearly racemic amino acid derivative, Journal of the American Chemical Society, Band 130, 2008, 1158–1159
- mit C. Viedma u. a.: Evolution of solid phase homochirality for a proteinogenic amino acid, Journal of the American Chemical Society, Band 130, 2008, S. 15274–15275
- Kinetic aspects of non-linear effects in asymmetric synthesis, catalysis, and autocatalysis, Tetrahedron: Asymmetry, Band 21, 2010, S. 1630–1634
- The origin of biological homochirality, Cold Spring Harbor Perspectives in Biology, Band 2 (5), 2010, S. a002147
- mit Y. Ji u. a.: Innate CH trifluoromethylation of heterocycles, Proc. Nat. Acad. Sci. USA, Band 108, 2011, S. 14411–14415
- mit Y. Fujiwara u. a.: A new reagent for direct difluoromethylation, Journal of the American Chemical Society, Band 134, 2012, S. 1494–1497
- Kinetic profiling of catalytic organic reactions as a mechanistic tool, Journal of the American Chemical Society, Band 137, 2015, S. 10852–10866